# Max-Beer-Straße
Die Max-Beer-Straße ist eine Nebenstraße im Berliner Ortsteil Mitte.

## Geschichte
Die Straße wurde im 17. Jahrhundert als Dragonergasse angelegt und erhielt diesen Namen, weil sie gegenüber der Dragoner-Bastion der Festung lag, auf der die Derfflinger-Dragoner stationiert waren. Seit dem 18. Jahrhundert hieß sie Dragonerstraße.

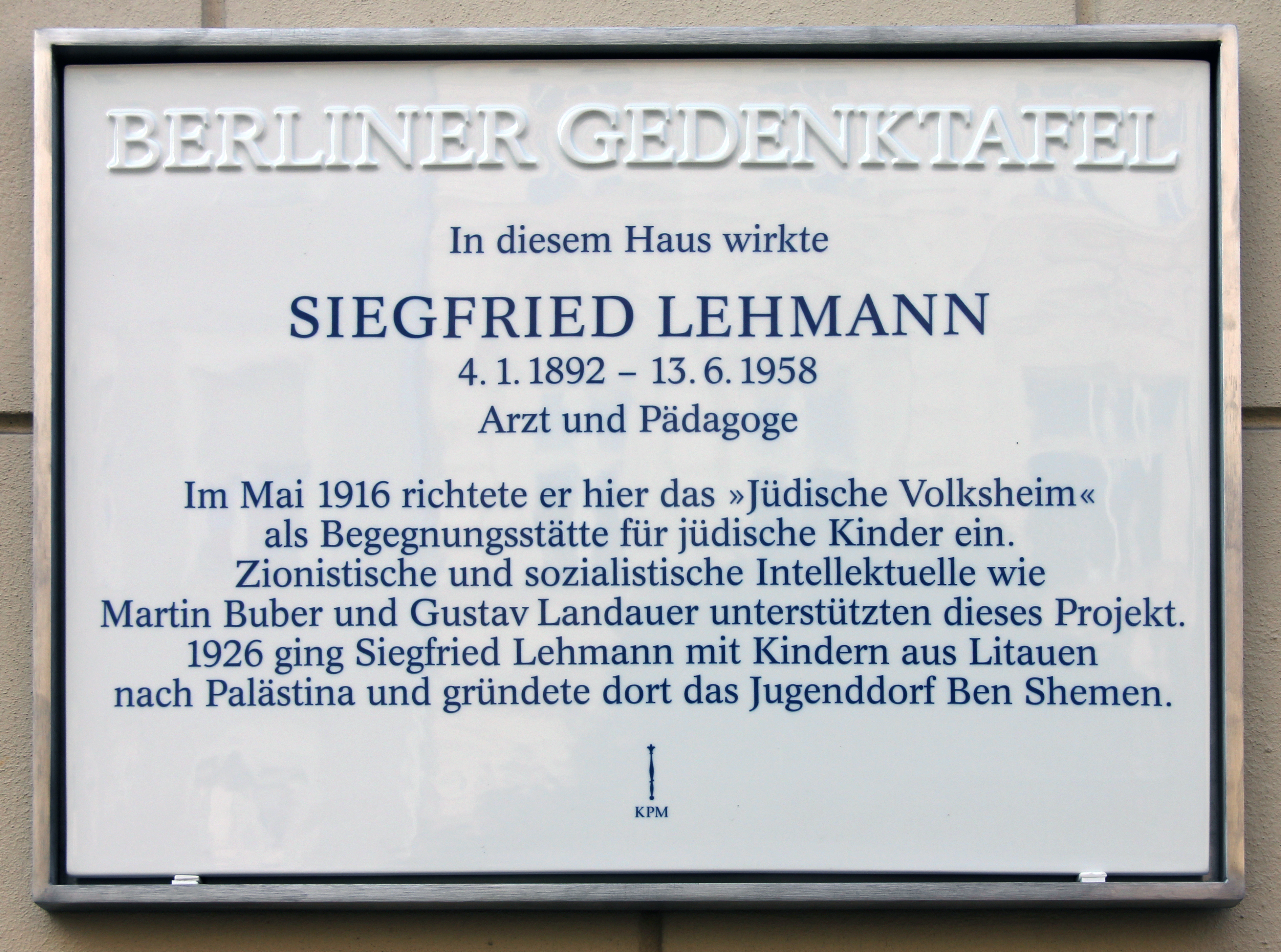
Gedenktafel in der Berliner Max-Beer-Straße 5 zur Erinnerung an Siegfried Lehmann und das Jüdische Volksheim

Im Jahr 1916 wurde auf Initiative von Siegfried Lehmann in der heutigen Max-Beer-Straße 5 (früher: Dragonerstraße 22) das Jüdische Volksheim eröffnet, das bis Ende der 1920er Jahre bestand (siehe Weblinks).
Am 31. Mai 1951 wurde sie nach dem Redakteur und Historiker Max Beer benannt.

## Lage
Die Straße verläuft parallel zur Alten Schönhauser Straße und beherbergt wie diese einige Flagshipstores von kleineren und größeren Modelabels.